# Morten W. Sørensen
Pour les articles homonymes, voir Sørensen.
Morten W. Sørensen (connu aussi sous le nom de Morten Wiegandt Sørensen ou Morten Trap Sørensen), né le 1er mai 1979 à Copenhague, est un joueur professionnel de squash représentant le Danemark. Il atteint en juin 2005 la 91e place mondiale sur le circuit international, son meilleur classement. Il est champion du Danemark à quatre reprises. 

## Palmarès

### Titres
- Championnats du Danemark : 4 titres (2000, 2007, 2008, 2013)